# William Robyn
Johann Wilhelm (William) Robyn (Emmerik, 16 februari 1814 – Saint Louis (Missouri), 2 maart 1905) was een Amerikaans-Duits componist, muziekpedagoog, dirigent en bespeler van 22 verschillende instrumenten. Hij was de vader van Alfred George Robyn eveneens componist, muziekpedagoog, dirigent, organist en pianist en verder de broer van Henry Robyn (1830-1878) ook pianist, cellist, componist en schrijver.

## Levensloop
Robyn had in Emmerik gestudeerd bij professor Moehren en prof. Bolte. Hij werd al vroeg organist in Emmerik. Hij emigreerde naar de Verenigde Staten en kwam op 30 november 1837 aan in Saint Louis (Missouri). Hij werd organist aan St. Francis Xavier's Church en aan de St. John's Pro-Cathedral. Aanvankelijk was hij muziekleraar aan het College van de Jezuïeten. Aan dit college leerde hij vele scholieren blaasinstrumenten te bespelen, die zijn broer Henry Robyn hem vanuit België stuurde. Later vormde hij uit deze leerlingen de St. Louis Brass Band die soms ook onder de naam St. Louis German Brass Band optrad, bijvoorbeeld tijdens de openingsfestiviteiten van de Concert Hall te Saint Louis op 30 december 1839.
Van 1838 tot 1852 was hij professor in muziek aan de Saint Louis University (SLU) in Saint Louis (Missouri). Robyn was verschillende jaren muziekdirecteur van de Academie van het Heilig Haart van Saint Louis. Hij was eveneens lid van het filharmonisch orkest van Saint Louis. 
In 1839 was hij medeoprichter van de St. Louis Brass Band. Van 1845 tot 1855 was hij dirigent van het Polyhymnia Orchestra van de "St. Louis Musical Society Polyhymnia". Het was toen het vooraanstaande orkest in Saint Louis. 
Als componist schreef hij een Grand March voor blaasorkest. Dit werk werd met de dwarsfluit-solist Leopold Carriere tijdens een concert in de "Concert Hall" op 4 januari 1840 uitgevoerd. Verschillende van zijn liederen en korte pianostukjes werden gepubliceerd in het maandelijks tijdschrift van de "St. Louis Musical Society Polyhymnia", waarvan hij en zijn broer Henry de uitgevers waren. Verder is er een manuscript van een Trio (Suite of Valses), voor viool, cello en piano in de bibliotheek van de Missouri Historical Society bekend. Maar de bekendste werken waren ongetwijfeld de Mass in C minor voor gemengd koor  en zijn Festival Vespers uit dezelfde periode. 